# Величка, Йонас Йонович
Йонас Йонович Величка (Jonas Velička) — советский государственный и политический деятель. Заслуженный мелиоратор СССР (1985).

## Биография
Родился в 1914 году в Купряе. Член КПСС. С 1935 года — на хозяйственной, общественной и политической работе. В 1935—1984 гг. — техник в мелиоративном отделе Министерства сельского хозяйства Литвы, главный инженер Мелиоративного управления Министерства сельского хозяйства Литовской ССР, заместитель начальника, начальник Главного управления мелиорации при Совете Министров Литовской ССР, заместитель министра сельского хозяйства Литовской ССР, заместитель председателя Литсельхозтехники, председатель Государственного комитета Литовской ССР по мелиорации, министр мелиорации и водного хозяйства Литовской ССР. Избирался депутатом Верховного Совета Литовской ССР 7-10-го созывов. Заслуженный мелиоратор СССР (1985).
Умер в Вильнюсе в 1985 году.